# EDHEC Business School
Die EDHEC (École des hautes études commerciales du nord) oder EDHEC Business School ist eine private Hochschule mit Sitz in Roubaix, Frankreich. Die Hochschule führt transnationale Bachelor-, Master-, Promotions- und MBA-Programme sowie Seminare zur Weiterbildung von Managern durch.
Die Financial Times hat die EDHEC in ihrem jüngsten Ranking zum vierten Mal in Folge unter die Top 10 der europäischen Business Schools gesetzt. Außerdem wird die EDHEC zu den Top 3 Business Schools in Frankreich gezählt. Diese Ergebnisse unterstreichen das strategische Modell der Business School und ihre Ausrichtung auf die Ausbildung talentierter Führungskräfte von morgen, die in der Lage sind, einen positiven Einfluss auf Wirtschaft und Gesellschaft zu nehmen.
Im Jahr 2024 waren an der EDHEC 8.600 Studierende in Master- und Bachelorstudiengängen eingeschrieben, es gab 245 Austausch- und Doppeldiplomabkommen mit zahlreichen akademischen Einrichtungen und ein Netzwerk von mehr als 57.000 Alumni in 140 Ländern.

## Hochschule
Die EDHEC wurde 1906 als Teil der Katholischen Universität Lille gegründet. Sie ist auf die Bereiche Business, Entrepreneurship, Management und Innovation spezialisiert. Die Studiengänge werden in Präsenz und digital angeboten. Die Grande École besitzt die begehrte Triple Crown d. h., sie ist von den drei Akkreditierungsorganisationen EQUIS, AACSB und AMBA akkreditiert.
2010 erfolgte eine Übernahme des MIP Management Institute of Paris.

## Abschlüsse der Grande école
Die EDHEC ist eine Grande École. Grandes écoles sind akademische Eliteinstitutionen, die ihre Studenten in einem äußerst wettbewerbsintensiven Verfahren auswählen und Absolventen zu einem beträchtlichen Teil die höchsten Ebenen der französischen Gesellschaft besetzen. Auf die etwa 380 Plätze, die im Rahmen dieses Auswahlverfahrens pro Jahrgang angeboten werden, registrieren sich mehr als 5.000 Bewerber von den jährlich ca. 9.000 zukünftigen Studenten der wirtschafts- und handelswissenschaftlichen Vorbereitungsklassen.
Ähnlich wie die Ivy-League-Schulen in den Vereinigten Staaten, Oxbridge im Vereinigten Königreich und die C9-Liga in China gilt der Abschluss einer Grande école als Voraussetzung für jede Spitzenposition in Regierung, Verwaltung und Unternehmen in Frankreich.
Die Abschlüsse werden von der „Conférence des Grandes Écoles“ akkreditiert und vom französischen Bildungsministerium verliehen. Die Hochschulabschlüsse in Frankreich sind in drei Stufen gegliedert, um die internationale Mobilität zu erleichtern: die Licence/Bachelor-Abschlüsse, die Master-Abschlüsse und das Doktorat. Der Bachelor und der Master sind in Semestern organisiert: 6 für den Bachelor und 4 für den Master. Diese Studiengänge umfassen verschiedene „Parcours“ oder Wege, die auf UE (Unités d'enseignement oder Modulen) basieren und jeweils eine bestimmte Anzahl von europäischen Credits (ECTS) umfassen. Studierende sammeln diese Credits, die im Allgemeinen zwischen den Studiengängen übertragbar sind. Ein Bachelor wird verliehen, wenn 180 ECTS erreicht wurden (bac + 3); ein Master wird verliehen, wenn 120 zusätzliche Credits erreicht wurden (bac +5). Das begehrte PGE (Grand Ecole Program) schließt mit dem Titel Master in Management (MiM) ab.

## Rankings
Die EDHEC befindet sich auf Platz 3 der Grandes écoles der Wirtschaftswissenschaften in Frankreich, nach HEC Paris und ESCP.
Die EDHEC Business School wird in weiteren Rankings folgendermaßen gerankt:
| Platz | Titel                            | Bereich  | Hochschulranking          |
| ----- | -------------------------------- | -------- | ------------------------- |
| 7     | European Business School         | Europa   | Financial Times           |
| 9     | Master in Marketing              | weltweit | World University Rankings |
| 9     | Master in Management (MiM)       | weltweit | Financial Times           |
| 3     | Master in Management (MiM)       | weltweit | The Economist             |
| 5     | Master in Finance Pre-experience | Europa   | Financial Times           |

Beim Masters in Finance Pre-experience Ranking 2017 der Financial Times belegte die EDHEC Business School mit dem Studiengang M.Sc. in Financial Markets weltweit den 1. Platz. Damit liegt sie im internationalen Vergleich vor anderen Elite-Schulen wie MIT, Oxford, Bocconi und St. Gallen und verdrängte erstmals seit vier Jahren den Platzhirsch HEC Paris von Platz 1.

## Studentenleben
Die 1968 an der EDHEC gegründete Organisation „Course Croisière EDHEC“, kurz „CCE“ genannt, ist eine Vereinigung von etwa 50 Studenten, die jedes Frühjahr eine Regatta veranstaltet. Sie findet jedes Jahr in einem französischen Atlantikhafen statt und es nehmen mehrere Tausend Studis aus der ganzen Welt teil. Darüber hinaus gilt die Regatta als größte studentische Sportveranstaltung in Europa. Die Business School stellt dem Organisationskomitee Räumlichkeiten auf ihrem Campus in Lille zur Verfügung und die Mitglieder verfügen dabei über ein Budget in Höhe von 2,5 Millionen Euro. Das macht sie zur finanzstärksten Studentenvereinigung Frankreichs und hat ihr mehrfach den Titel „einflussreichste Studentenvereinigung Frankreichs“ eingebracht. Jedes Jahr werden die Mitglieder durch ein selektives Rekrutierungssystem innerhalb des neu in die EDHEC aufgenommenen Jahrgangs um die Hälfte erneuert.
Die Hochschule verfügt über mehr als achtzig unterschiedliche Studentenvereinigungen.
Studenten der EDHEC gründeten ebenfalls den „European Finance Cup“, welcher ein Finanzwettbewerb für europäische Studenten ist. Im Jahr 2020 brachte er mehr als 3100 Studierende von über 250 verschiedenen Universitäten aus mehr als 20 europäischen Ländern zusammen und wurde damit zur ersten europäischen Studentenveranstaltung im Bereich Finanzen. Des Weiteren wird das Wohltätigkeits-Musikfestival „Le père Noël est-il un rocker?“ veranstaltet, ein Musikfestival mit sozialer Ausrichtung. Das Ziel ist es, in der Vorweihnachtszeit Spielzeug an sozial benachteiligte Kinder in der Metropole Lille zu verteilen.

## Campus
Die Business School ist aktuell an fünf Standorten weltweit tätig, darunter auch die neuen Executive-Campus in Paris, Singapur und London. Die beiden akademischen Campus in Lille und Nizza entsprechen internationalen Standards und beherbergen das gesamte Spektrum der Aktivitäten der Hochschule: Erstausbildung, Weiterbildung und Forschung.

### Lille
Die EDHEC hat seit Beginn des Semesters 2010 ihren neuen Campus mit hohen Umweltstandards in einem 8,5 Hektar großen Park zwischen den Gemeinden Croix und Roubaix in der europäischen Metropole Lille errichtet. Dort sind alle Aktivitäten der EDHEC in der Region untergebracht (EDHEC, ESPEME, MBA, Masters of Science, Weiterbildungsangebote). Die Business School verfügt dort über 43.000 m2 Räumlichkeiten, 21 Hörsäle, zwei Veranstaltungssäle, einen Börsensaal, vier Computerräume, ein Gründerzentrum und einen Accelerator für Unternehmensprojekte (Start-ups), drei Restaurants und 3.200 m2 Sportanlagen u. a. mit Schwimmbädern, Fitnessstudios, Squash Courts, Tanz- und Dojo-Sälen.
Der Campus liegt am Rande des Parc Barbieux in einem Wohnviertel mit großen Villen, die von Industriellen und der ehemaligen Bourgeoisie der Region Lille gebaut wurden.

Der Campus ist durch die Linie R der Straßenbahn Lille – Roubaix – Tourcoing mit dem Zentrum von Lille verbunden (Haltestelle Parc Barbieux, ca. 25 Minuten vom Zentrum von Lille entfernt). Die Linie 2 der Metro Lille Métropole hält ebenfalls etwa 1 km von der EDHEC entfernt (Station Mairie de Croix).

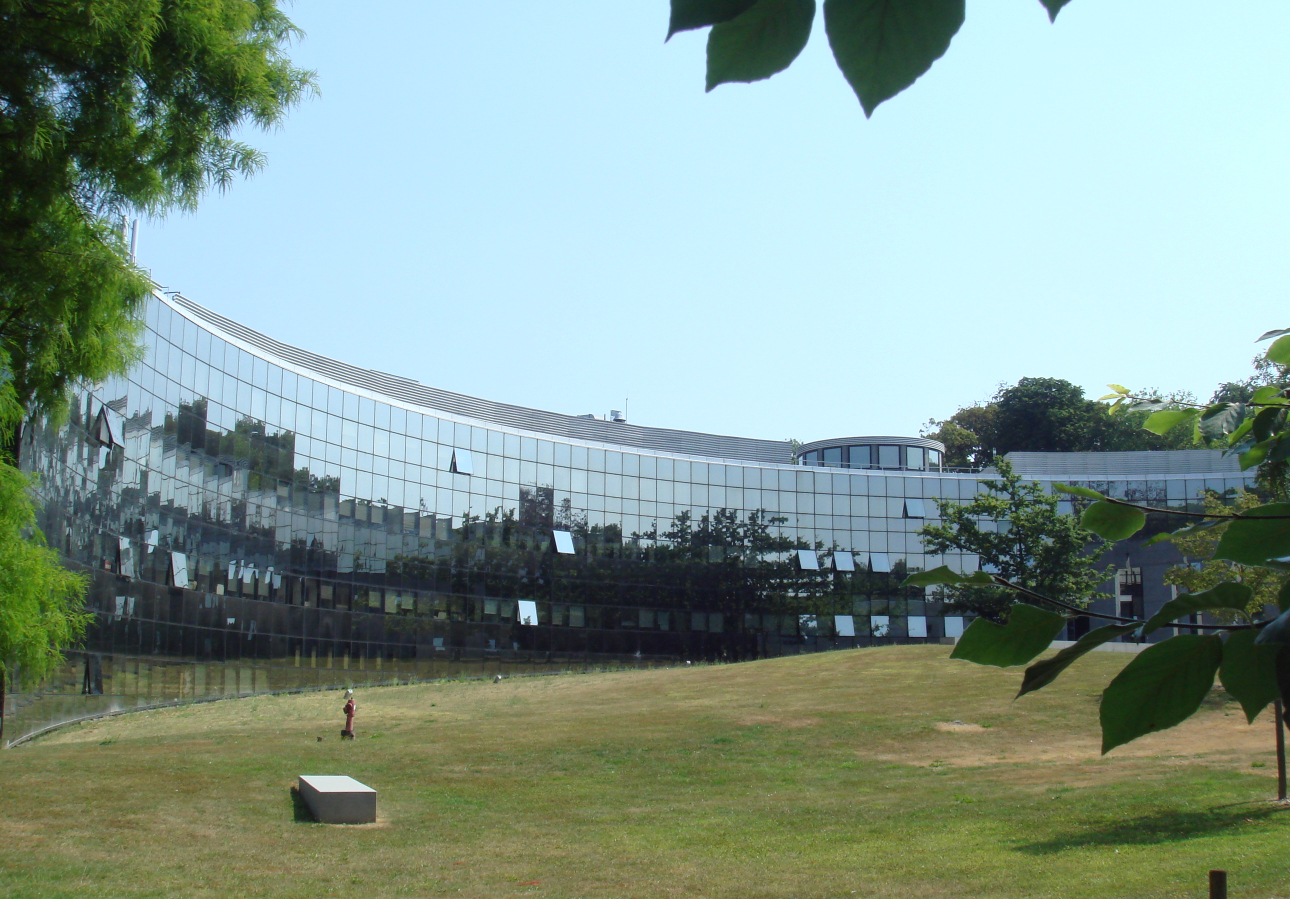
Campus EDHEC
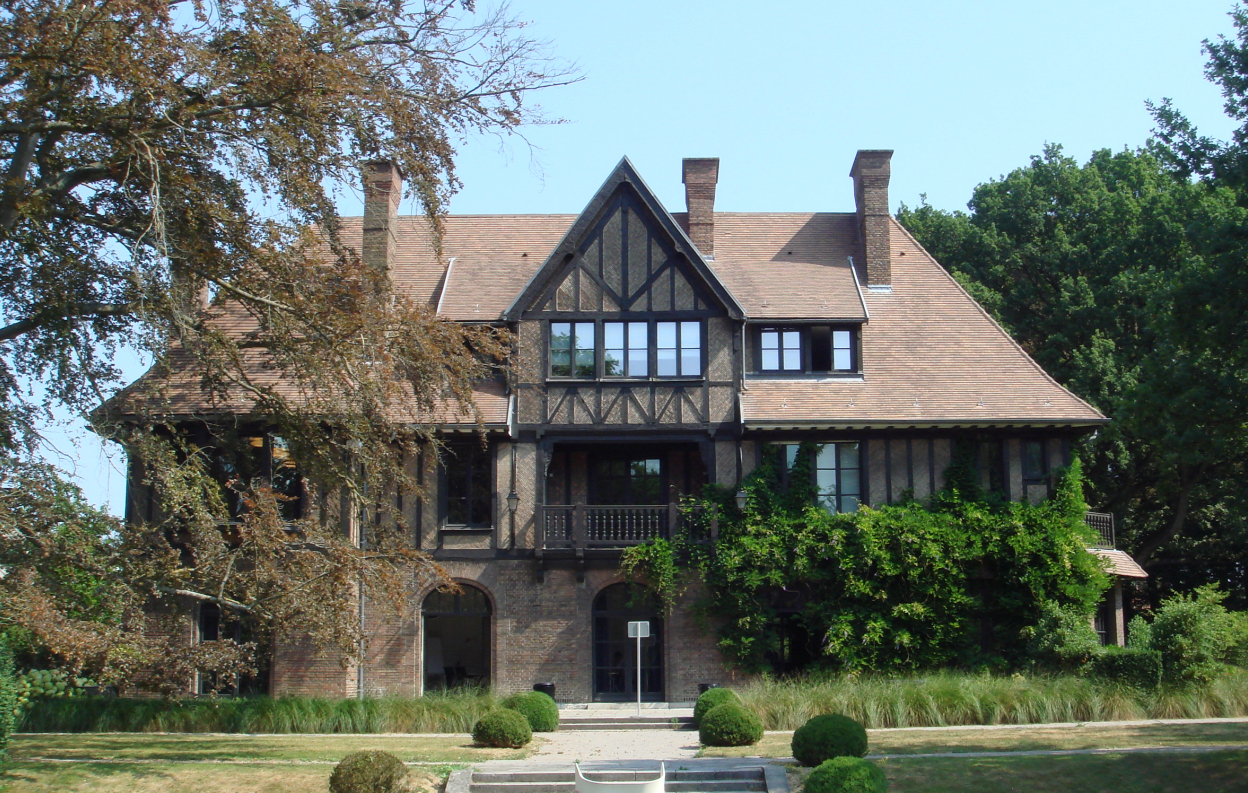
EDHEC, das „Herrenhaus“, Campus Lille
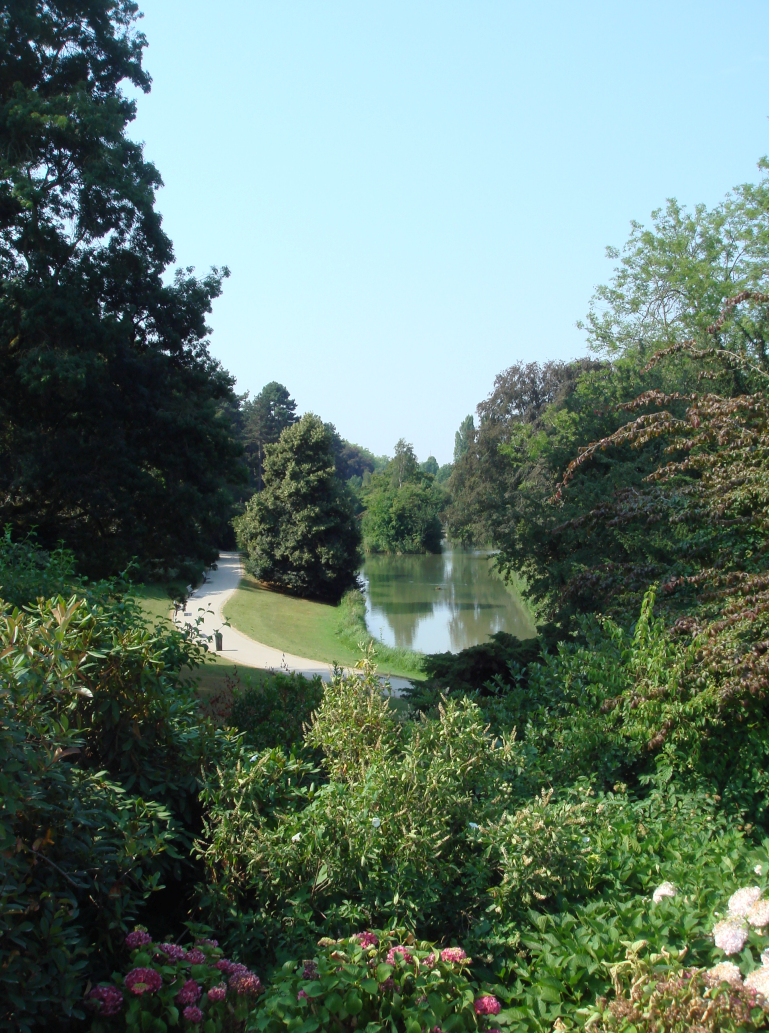
Parc Barbieux vor der EDHEC
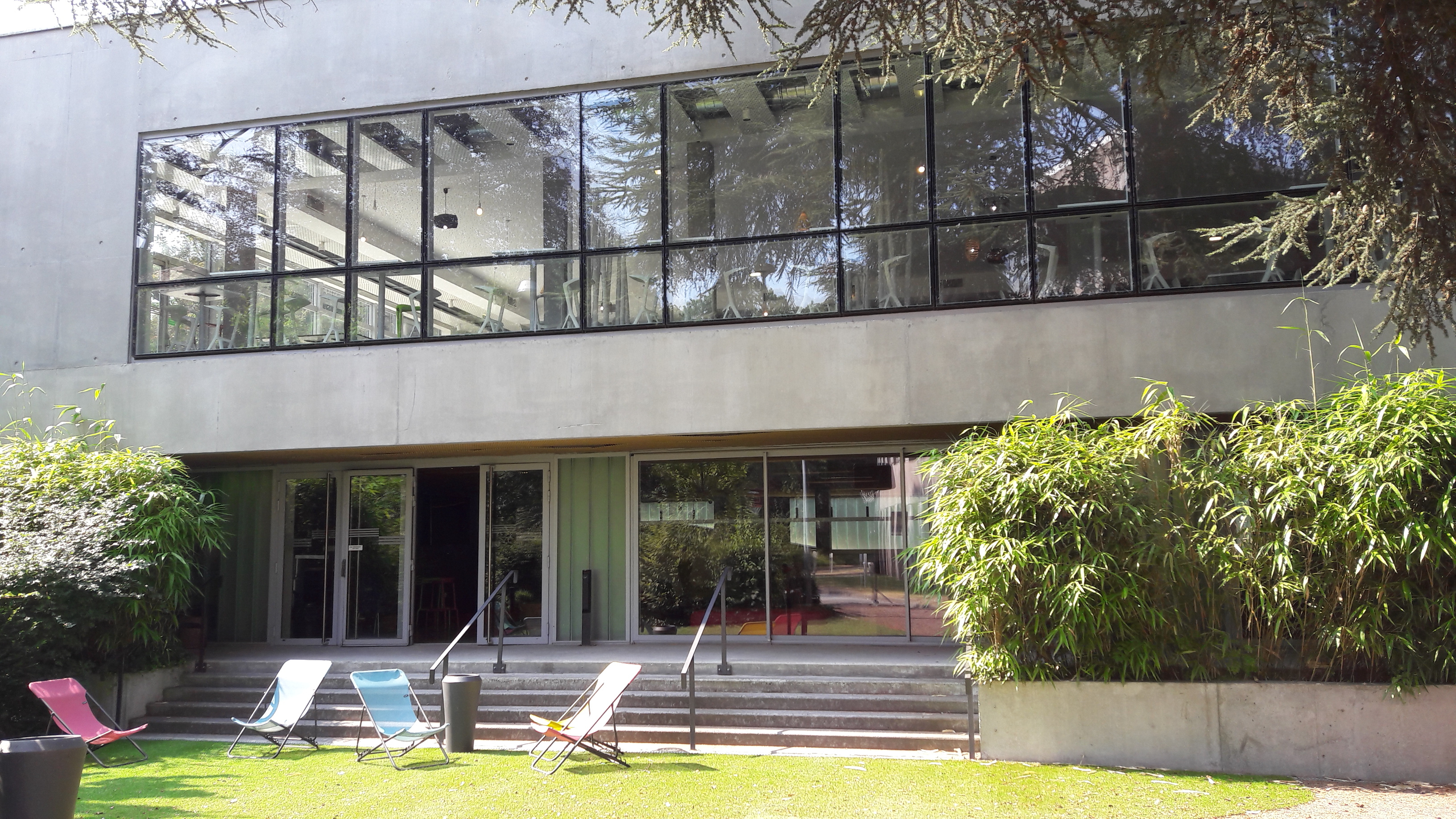
Studenten-Foyer EDHEC Lille
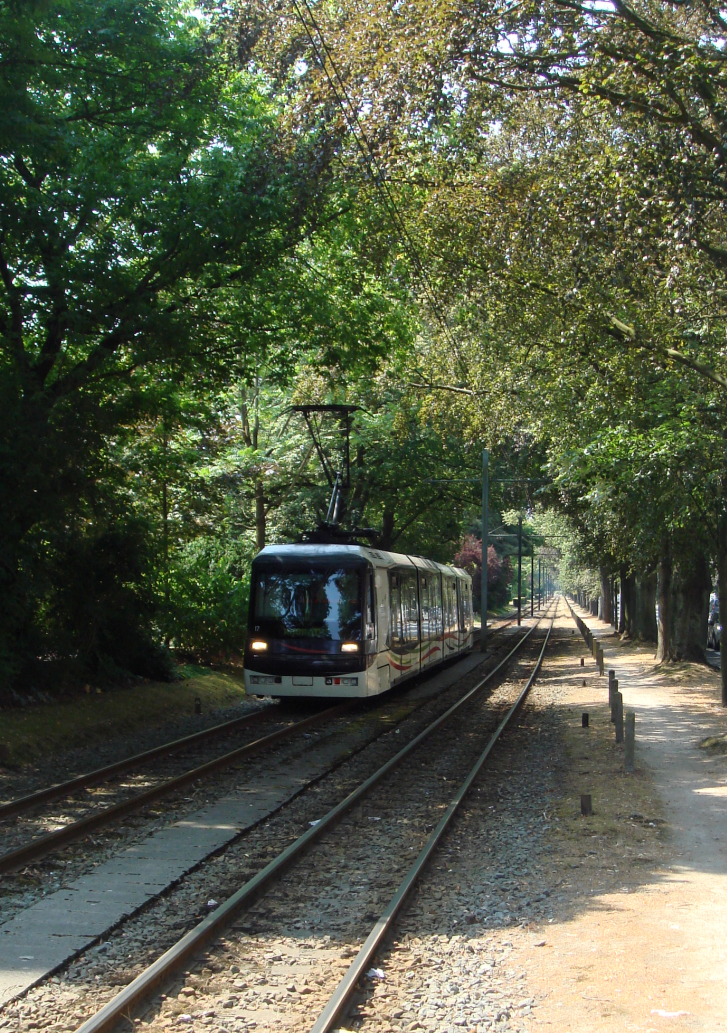
Straßenbahn aus Richtung Lille, Haltestelle Parc Barbieux, vor der EDHEC
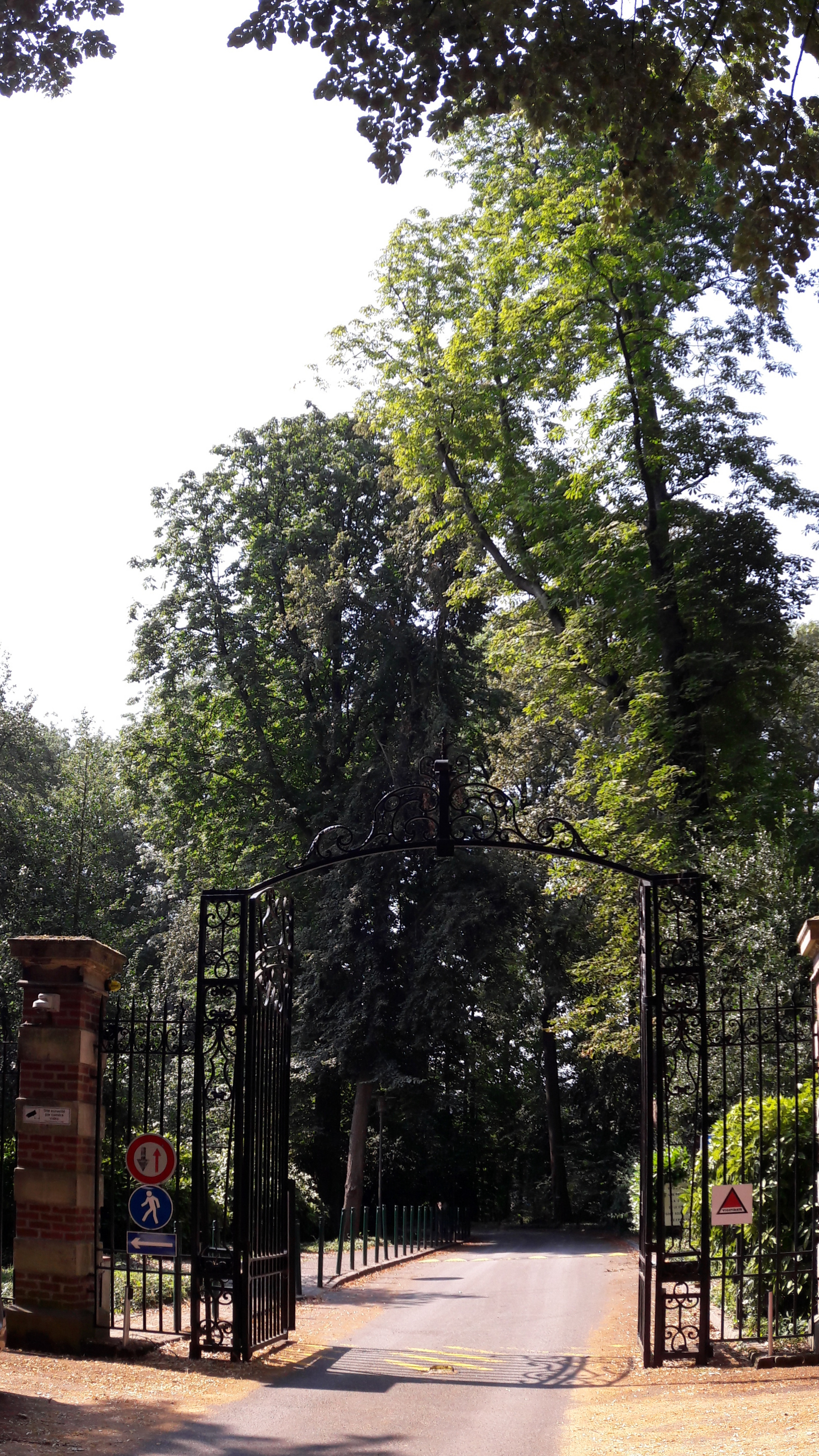
Nördlicher Eingang zum Campus Lille
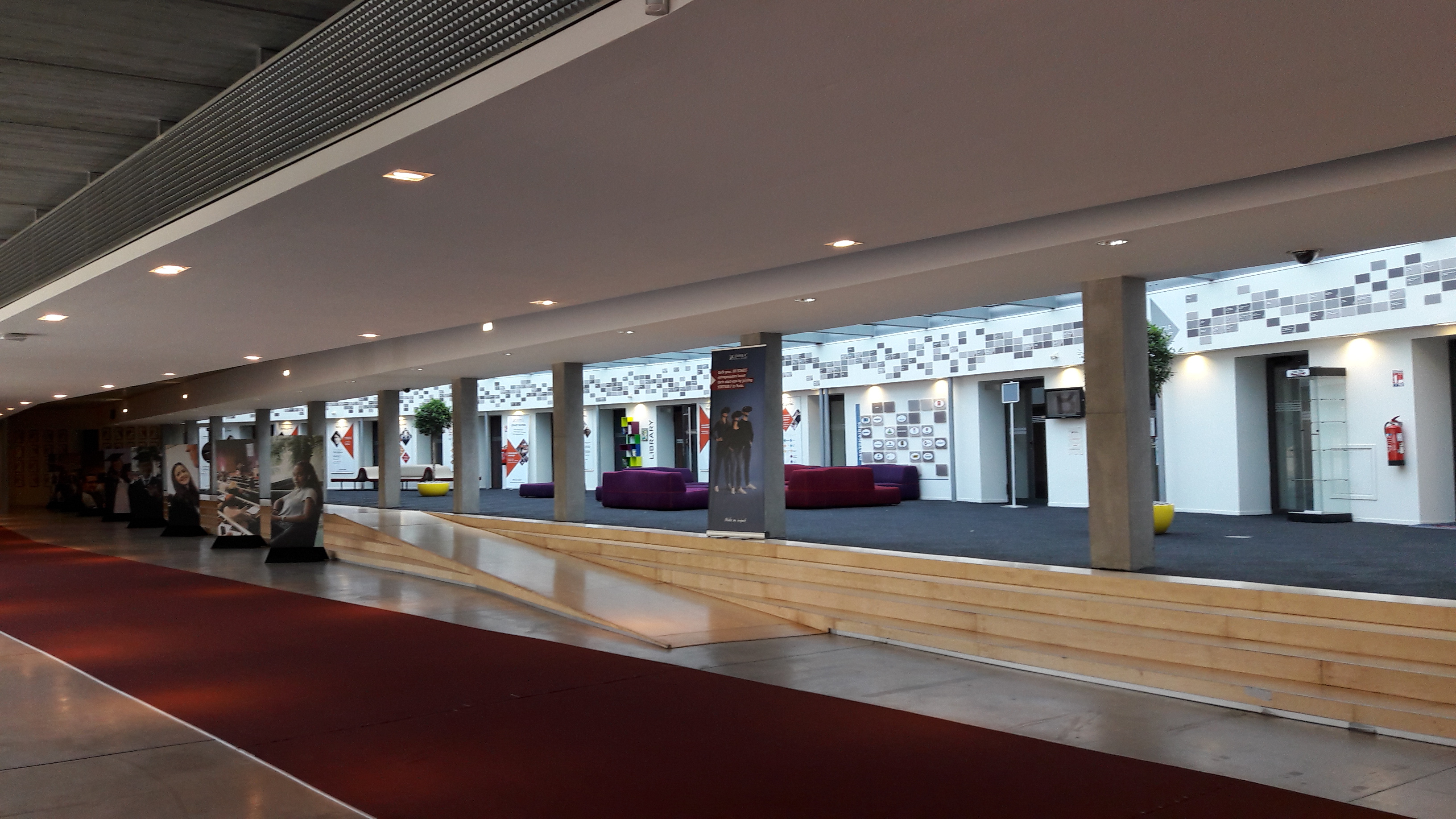
Haupthalle (Eingang) EDHEC

### Nizza (Nice)
Der Campus beherbergt 2.000 Studierende und bietet Erstausbildungen, darunter eine Spezialisierung in Finanzwirtschaft, einen Full-Time-MBA, einen PhD in Finanzwesen, intra-curriculare Weiterbildung und ist der Hauptsitz des Forschungszentrums für Finanzwesen, dem EDHEC-Risk Institute. Der 11.500 m2 große Campus, der direkt am Flughafen mit Blick auf das Mittelmeer liegt, wurde seit Beginn des Semesters 2013 um 5.000 m2 erweitert und bietet den Studierenden neue Unterrichtsräume, Sportanlagen, Verwaltungsräume, 13 Hörsäle und 22 Klassenzimmer. Der Campus verfügt außerdem über ein Gründerzentrum.

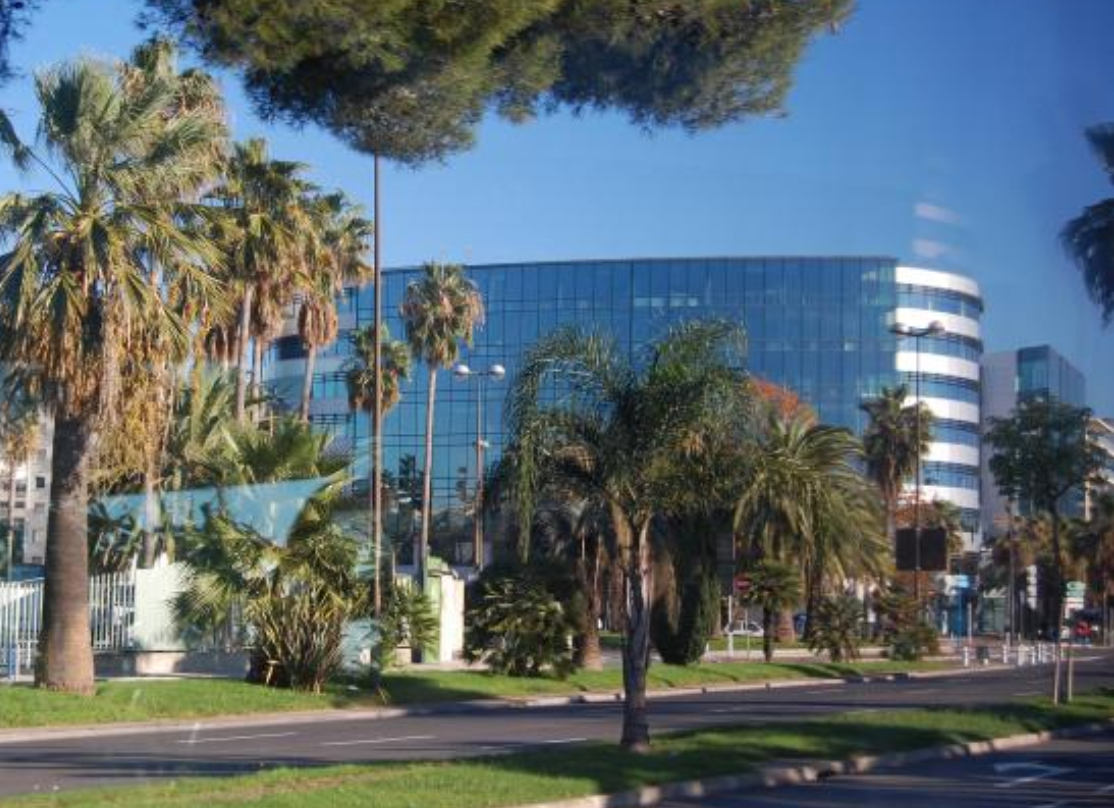
Campus Nizza (Nice) EDHEC-Hauptgebäude
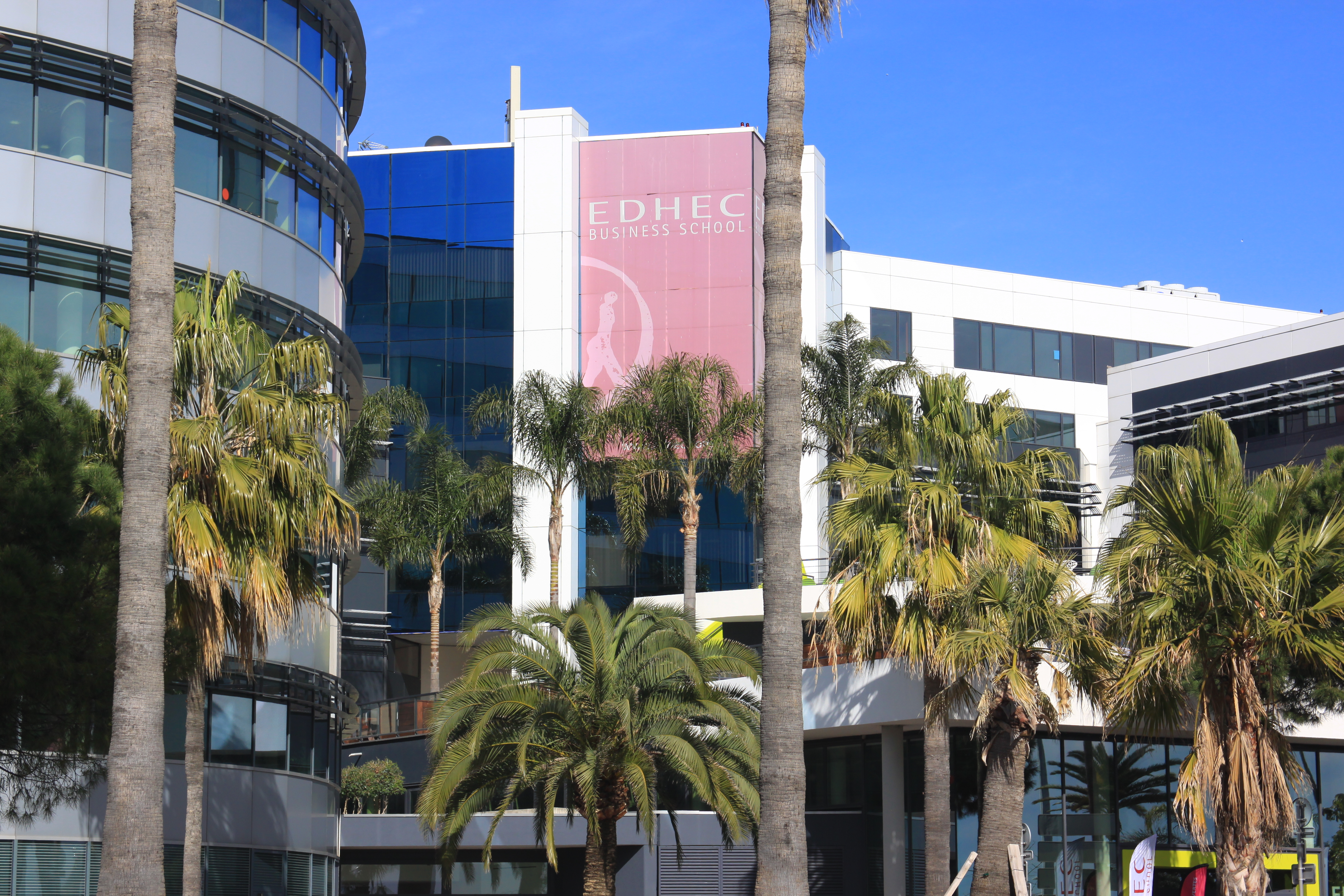
Campus Nizza (Nice) EDHEC Arenas
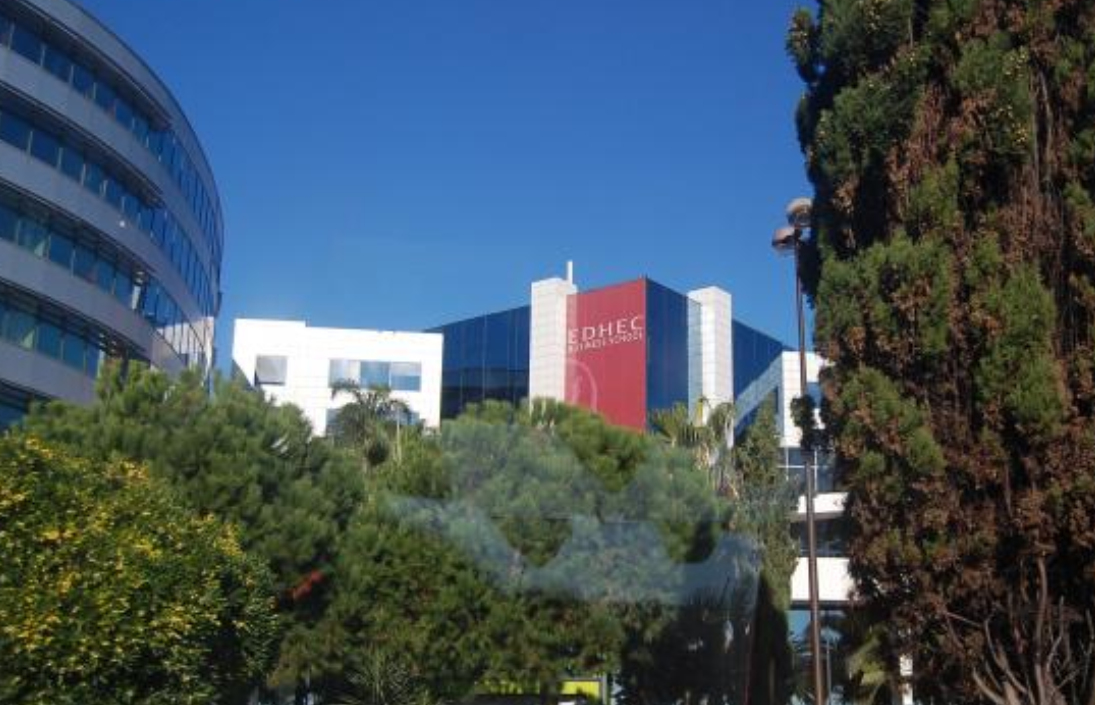
Campus Nizza (Nice) EDHEC

### Paris
Der Campus in Paris beherbergt die Weiterbildungsprogramme für Führungskräfte, darunter das Advanced Management Programme, den Forschungsschwerpunkt Wirtschaft, den Forschungsschwerpunkt Finanzanalyse und Rechnungswesen, die Absolventenvereinigung und die Direktion „Unternehmen und Karriere“ sowie die europäische Lehrlingsausbildung. Der Pariser Campus, der im denkmalgeschützten Gebäude Le Centorial untergebracht ist, verdoppelte seine Fläche 2018 auf 1.500 m², um Platz für Kurse, Veranstaltungen und Forschungsschwerpunkte zu bieten. Das unternehmerische Denken ist auch auf dem Pariser Campus gegenwärtig, insbesondere durch die Präsenz der EDHEC im Start-up Campus Station F seit deren Einweihung im Jahr 2017.

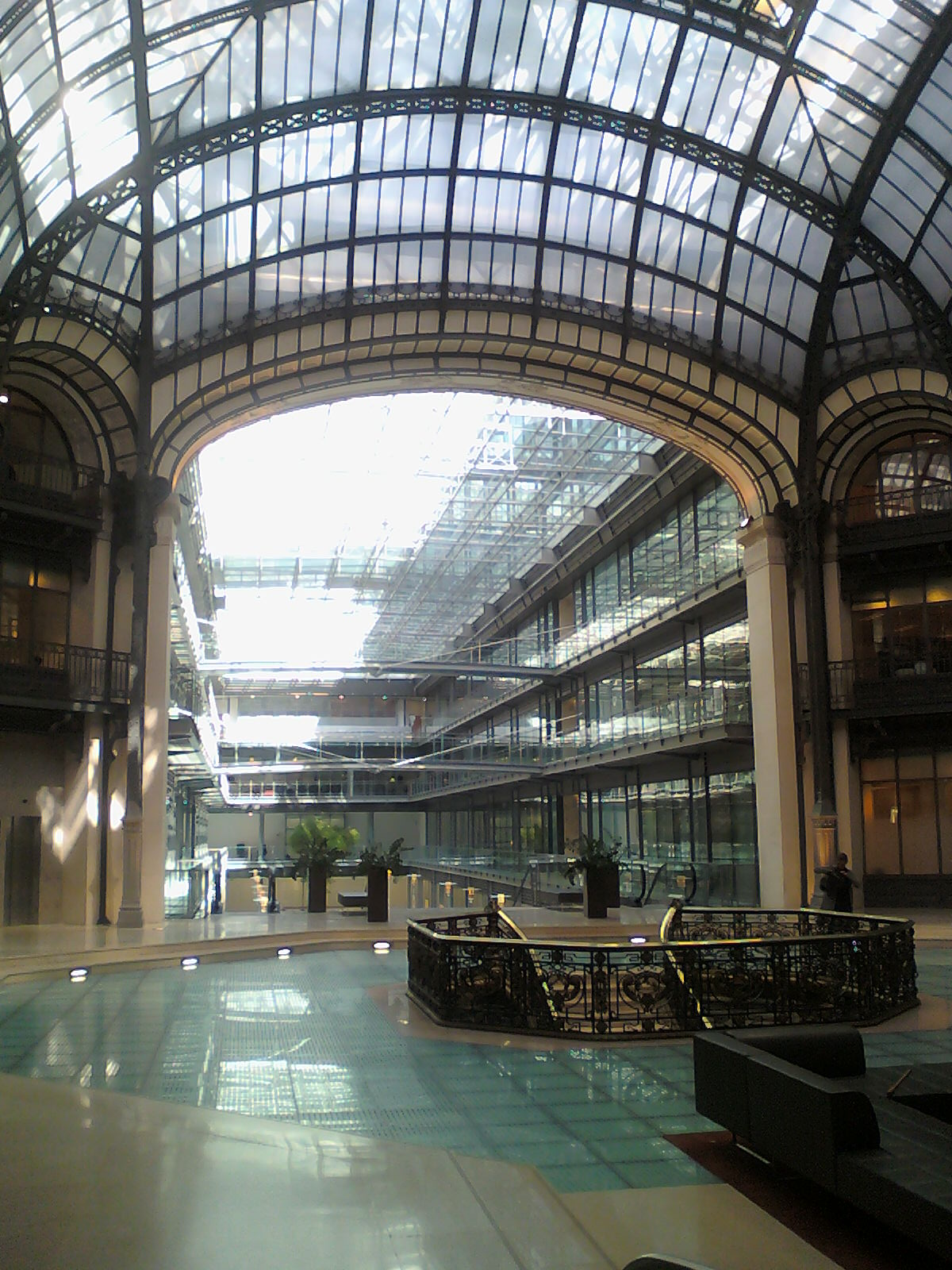
Zentrale Galerie auf dem Pariser Campus der EDHEC
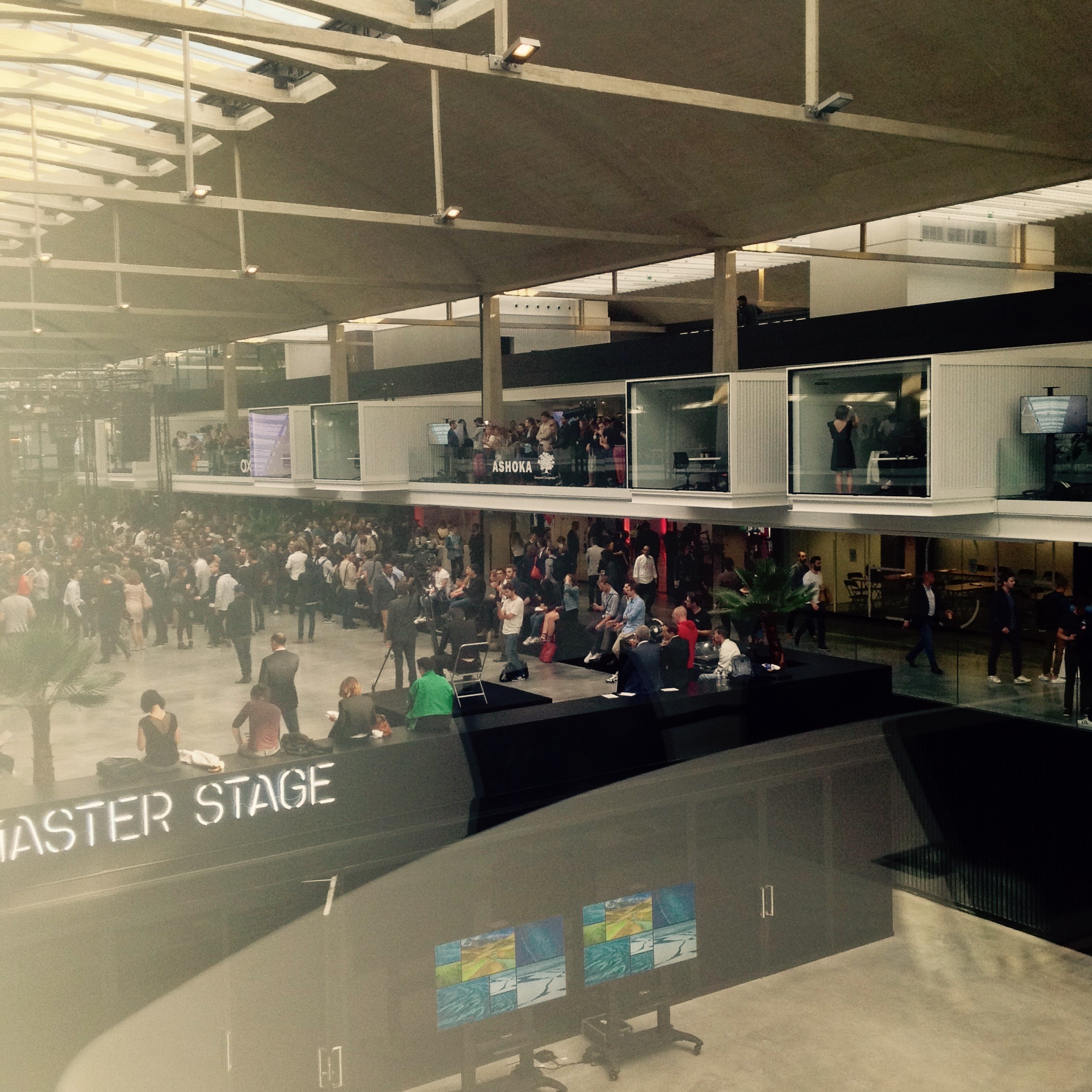
EDHEC Entrepreneurship, Station F, Halle Freyssinet, Paris

### London
Die EDHEC ist seit 1998 in London vertreten und bietet dort seither maßgeschneiderte Dienstleistungen für Unternehmen und Absolventen an. Es hat sich eine spezialisierte Weiterbildungsaktivität entwickelt, insbesondere im Finanzsektor. So hat die EDHEC seit 2003 mehr als 5.000 Fachleute aus der Londoner City zu ihren Seminaren und Forschungskonferenzen eingeladen.

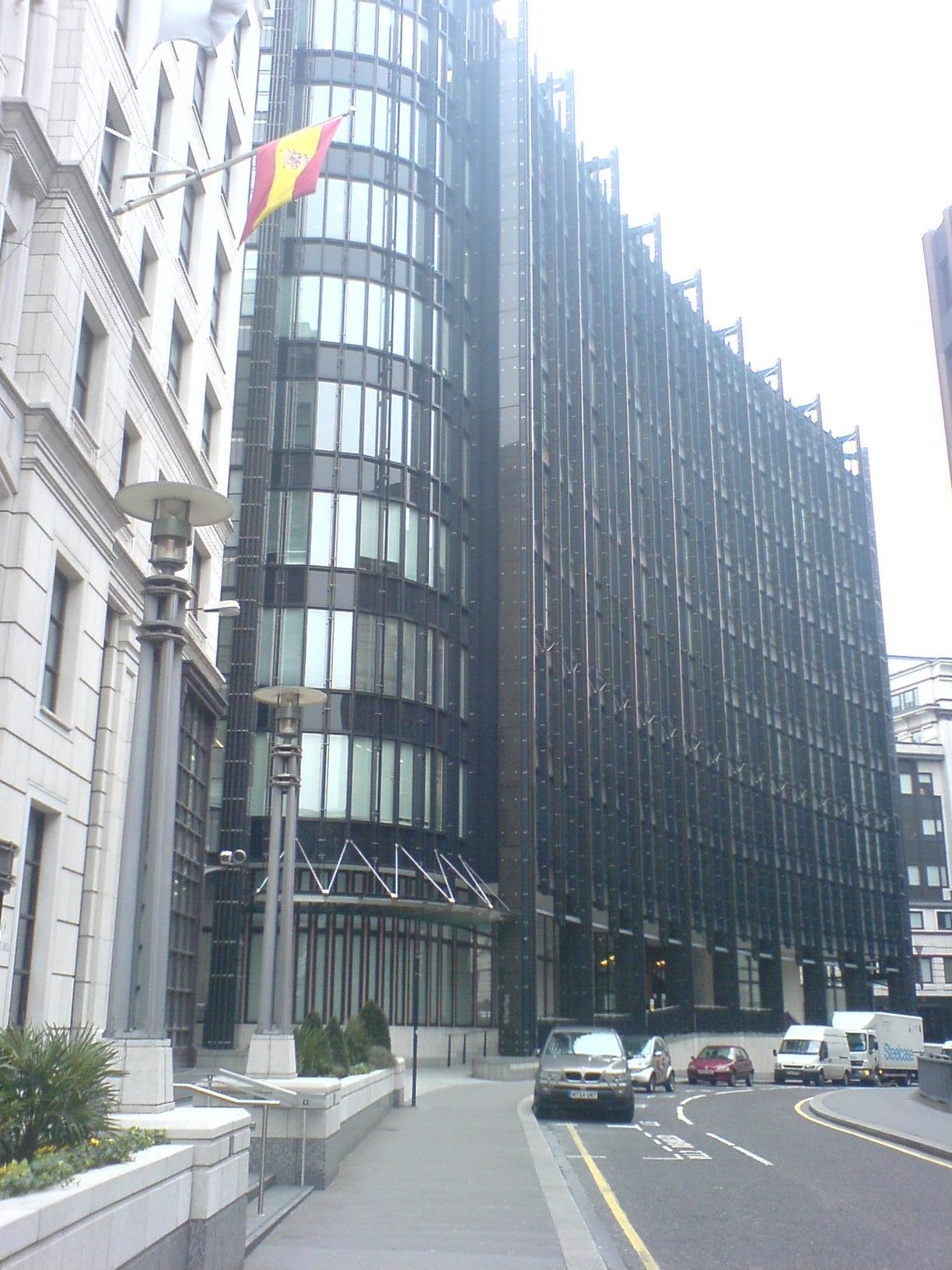
Campus in London, 10 Fleet Place, im Herzen der City

### Singapur
Die EDHEC hat im Oktober 2010 einen Executive Campus in Singapur eröffnet. Der Campus beherbergt dort das EDHEC Risk Institute Asia sowie Weiterbildungsangebote (PhD in Finance, Ausbildungsseminare, part time Executive MSc in Risk and Investment Management).

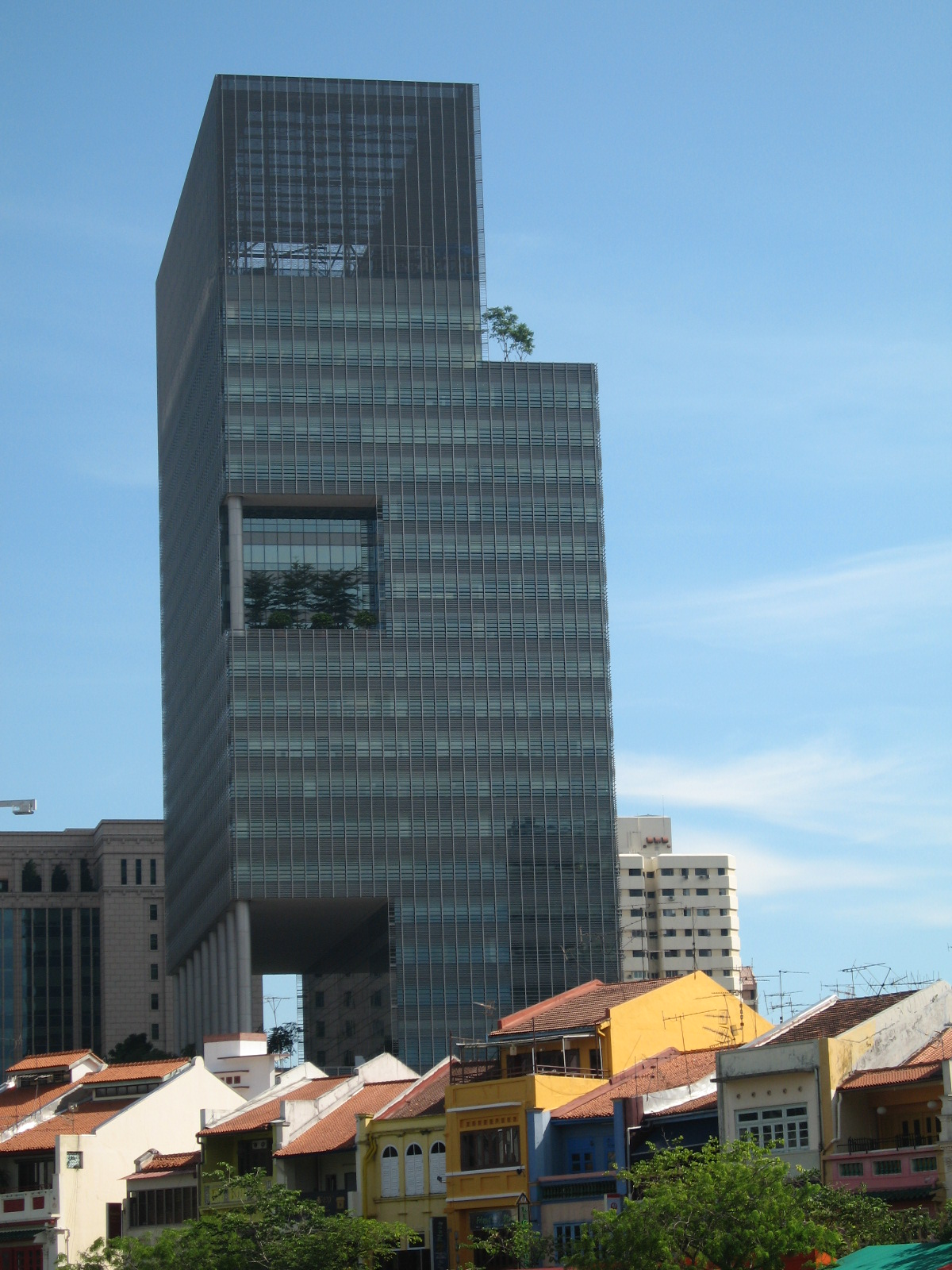
Campus in Singapur

## Partnerhochschulen in Deutschland
Folgende Universitäten und Hochschulen bieten Austausch bzw. Double-Degree Programme mit der EDHEC an (Auszug, Stand 2022):
- Munich Business School - München
- Universität Hamburg UHH - Hamburg
- EBS Universität für Wirtschaft und Recht – Oestrich-Winkel
- TH Ingolstadt - Ingolstadt
- Frankfurt School of Finance & Management – Frankfurt
- Universität Mannheim - Mannheim
- Johann Wolfgang Goethe-Universität – Frankfurt
- TUM School of Management - München
- WHU Otto Beisheim School of Management – Koblenz
- HHL Leipzig Graduate School of Management – Leipzig
- Universität zu Köln - Köln
- Westfälische Wilhelms-Universität – Münster
- Hochschule Kempten - Kempten
- Technische Universität Berlin – Berlin
- Hochschule Pforzheim - Pforzheim
- NBS Northern Business School - Hamburg
- Berlin School of Economics and Law - Berlin

## Bekannte Absolventen
- Michael Burke, CEO, Louis Vuitton
- Delphine Arnault, (1998), CEO, Christian Dior
- Brigitte Cantaloube, ehemalige CEO, Yahoo! Frankreich
- Laurence Antoine (1989), CEO, Caterpillar
- Mike Burke (1980), CEO, Fendi
- Jean-Pierre de Montalivet (1966), Chairman und CEO, Henkel
- Bruno de Pampelonne (1981), DG France, Merrill Lynch
- Thierry Drecq (1980), Chairman, ECF
- Bernard Fournier (1962), Chairman N.E.D, Xerox Limited
- Gérard Guillemot (1980), CEO, Gameloft (Gründer von Ubisoft)
- Regis Larose (1981), CEO, Yves Rocher
- Geoffroy Sardin, CEO, Ubisoft
- Christian Polge (1989), CEO, Coca-Cola France
- Laurent Freixe (1985), CEO, Nestlé Spain & Chairman, Nestlé Portugal
- Bruno de Saint-Florent (1988) – Vice President, The Boston Consulting Group
- Hélène Ratte, HR Director Europe, Deloitte Touche Tohmatsu Limited
- Franck Moison (1975), CEO, Colgate Palmolive Europe
- Hugo Kunetz (1990), CEO, L’Oréal Spain
- Michel Grillon (1973), CEO, Sothys International
- Philippe Fortunato (1989), CEO, Christian Dior Asia/Pacific
- Philippe Durand (1979), Vice Chairman, Texas Instruments
- Vincent Cheney (1980), Chairman, Procter & Gamble France/Belgium
- Étienne Aubourg (1981), Vice President, AXA
- Jean-Jacques Goldman (GE 1974), Komponist und Interpret